# Mistrzostwa Świata w Strzelectwie 1905
Mistrzostwa Świata w Strzelectwie 1905 – dziewiąte mistrzostwa świata w strzelectwie. Odbyły się one w belgijskiej Brukseli. Udział brali tylko mężczyźni. 
Rozegrano siedem konkurencji. Zdecydowanie najlepszym zawodnikiem turnieju był Belg, Charles Paumier du Vergier, który zdobył medale w każdej konkurencji (3 złote, 2 srebrne i 2 brązowe). W klasyfikacji medalowej zwyciężyła reprezentacja gospodarzy.

## Klasyfikacja medalowa
Gospodarze mistrzostw
| Pozycja | Kraj       | Złoto | Srebro | Brąz | Łącznie |
| ------- | ---------- | ----- | ------ | ---- | ------- |
| 1       | Belgia     | 5     | 4      | 3    | 12      |
| 2       | Szwajcaria | 2     | 2      | 1    | 5       |
| 3       | Holandia   | 0     | 1      | 0    | 1       |
| 4       | Francja    | 0     | 0      | 3    | 3       |

## Wyniki
| Konkurencja                                     | Złoto                                                                                                | Wynik     | Srebro                                                                                                   | Wynik     | Brąz                                                                               | Wynik     |
| Karabin dowolny, trzy postawy, 300 m            | Charles Paumier du Vergier                                                                           | 1004 pkt. | Konrad Stäheli                                                                                           | 973 pkt.  | Louis Richardet                                                                    | 972 pkt.  |
| Karabin dowolny, trzy postawy, 300 m, drużynowo | Szwajcaria Alfred Grütter François Jacques Jean Reich Louis Richardet Konrad Stäheli                 | 4737 pkt. | Belgia Paul Van Asbroeck Charles Paumier du Vergier Edouard Myin François Rysheuvels Ch. Van den Branden | 4626 pkt. | Francja Eugène Balme Albert Courquin Jean Fouconnier Maurice Lecoq Achille Paroche | 4548 pkt. |
| Karabin dowolny leżąc, 300 m                    | Charles Paumier du Vergier                                                                           | 350 pkt.  | Uilke Vuurman                                                                                            | 343 pkt.  | Eugène Balme                                                                       | 339 pkt.  |
| Karabin dowolny klęcząc, 300 m                  | Louis Richardet                                                                                      | 340 pkt.  | Edouard Myin                                                                                             | 333 pkt.  | Charles Paumier du Vergier                                                         | 332 pkt.  |
| Karabin dowolny stojąc, 300 m                   | Paul Van Asbroeck                                                                                    | 326 pkt.  | Charles Paumier du Vergier                                                                               | 322 pkt.  | Ch. Van den Branden                                                                | 308 pkt.  |
| Pistolet dowolny, 50 m                          | Julien Van Asbroeck                                                                                  | 507 pkt.  | Paul Van Asbroeck                                                                                        | 504 pkt.  | Charles Paumier du Vergier                                                         | 502 pkt.  |
| Pistolet dowolny, 50 m, drużynowo               | Belgia Julien Van Asbroeck Paul Van Asbroeck René Englebert Charles Paumier du Vergier Victor Robert | 2486 pkt. | Szwajcaria Mathias Brunner François Jacques Karl Hess Louis Richardet Konrad Stäheli                     | 2393 pkt. | Francja Augustin Barbillat André de Castelbajac Jean Depassio Louvier Léon Moreaux | 2382 pkt. |